# Jameson (whiskey)

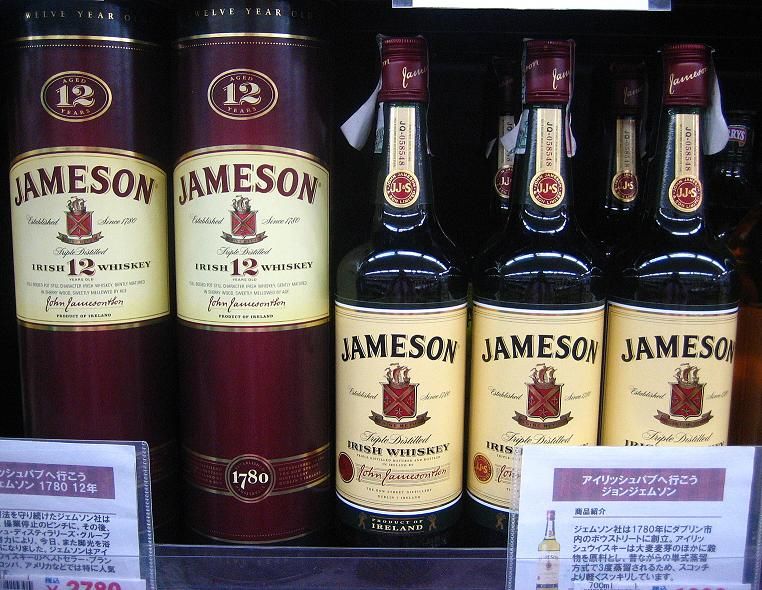
Botellas de Jameson.

Jameson es un whiskey irlandés mezclado (blended), producido por primera vez en 1780. Originalmente uno de los cuatro whiskys más importantes de Dublín, hoy en día es destilado en Cork (Irlanda), aunque la mezcla sigue llevándose a cabo en Dublín. Las ventas anuales superan los 22 millones de botellas, haciendo de Jameson el whisky irlandés más vendido del mundo.

## Historia de la compañía
La compañía fue fundada por el escocés John Jameson emparentado con la familia Haig, destiladores de Whisky escocés. Su hijo se emparentó con la familia Stein, uno de los mayores destiladores de Escocia y propietarios de la destilería de Bow Street en Dublín. Los Haig también estaban emparentados con los Stein por medio de un matrimonio anterior. John Jameson adquirió la destilería de Bow Street en 1780.
La compañía Cork Distillers unió fuerzas con sus rivales John Jameson y John Powers para formar el Irish Distillers Group en 1966. La nueva Midleton distillery construida por Irish Distillers produce hoy en día la mayoría del whiskey irlandés que se vende en Irlanda. Las nuevas instalaciones colindan con las antiguas, convertidas hoy en atracción turística.
La marca Jameson fue adquirida por el grupo francés Pernod Ricard en 1988, cuando este compró destilerías irlandesas.

## Blends
- Jameson Original.
- Crested Ten
- Jameson 12 años (Formalmente conocido como Jameson 1780)
- Jameson 18 años
- Jameson Gold
- Jameson Bold
- Jameson Signature
- Red Breast Pure Potstill
- Midleton Very Rare
- Paddy

## Elaboración de whiskey irlandés
El whiskey irlandés Jameson es producido con una mezcla de cebadas irlandesas malteadas y sin maltear.

## Datos
- 1995: Las ventas de Jameson llegaron a los 10 millones de botellas, ayudando a la marca a ingresar en el "Top 100 de marcas de espirituosos por valor" (Top 100 Spirit Brands by value).
- 2004: Jameson es nombrada la "Marca de whisky con más rápido crecimiento del mundo" (World's fastest growing whiskey brand).
- 2006: Las ventas de la marca alcanzaron los 2 millones de cajas.

## Curiosidades
- "Sine Metu", el eslogan de la compañía , significa "Sin miedo".
- La actriz porno Jenna Jameson aseguró haber elegido su nombre artístico debido a esta marca de whiskey.
- Jameson patrocina la biblia en línea de bares, worldsbestbars.com desde 2003.
- Un prominente miembro de la familia Jameson fue Guglielmo Marconi, uno de los pioneros de la radio. La madre de Marconi era irlandesa, nieta del fundador de la destilería Jameson.
- La banda Muse hace referencia al whisky en la canción "Sober", perteneciente a su álbum Showbiz.
- En 1888 James S Jameson, heredero de esta firma irlandesa de whisky, se encuentra en lo que hoy es la República Democrática del Congo al mando de la Rear Column (retaguardia) Según cuentan las crónicas, Jameson, acompañado de Assad Farran, un sirio con conocimientos de suajili que hacía de intérprete, y un oscuro mercader de esclavos llamado Tippu Tip, se encontraba en Ribakiba, un enclave a la orilla el río Luluaba para aprovisionarse de porteadores.  Es entonces cuando Jameson le comenta al intérprete que le encantaría ver a los caníbales de la zona en acción. Y se le ocurre la idea de comprar un ser humano y así saciar su curiosidad.  Adquiere una niña de diez años por diez pañuelos y envía a Farran –quien a la postre sería el principal testigo de la acusación– a ofrecérsela a los caníbales: «Esto es un regalo del hombre blanco, que desea verla devorada».  La escena que describe Farran es atroz. La niñita, amarrada a un árbol, pide con los ojos ayuda y clemencia. Dos tajos rajan su vientre. Muere desangrada con los intestinos colgando mientras los caníbales afilan sus cuchillos contra un árbol. La despiezan, cocinan y comen. ¿Qué hace Jameson mientras tanto? Realiza hasta seis bocetos del luctuoso proceso (que luego convertiría en acuarelas)